# Вулиця Глибока Долина (Тернопіль)
Вулиця Глибока Долина — вулиця в мікрорайоні «Кутківці» міста Тернополя.

## Відомості
Розпочинається від вулиці Тернопільської, пролягає на захід, згодом — на південь, далі — на схід до вулиці Тернопільської, де і закінчується. На вулиці розташовані приватні будинки, є одна багатоповерхівка.